# Фердинанд Йозеф фон Рехберг
Фердинанд Йозеф Беро Ксавер фон Рехберг (на немски: Ferdinand Joseph Bero Xaver, Graf von Rechberg, zu Ramsberg; † 6 септември 1722) от швабския род „Рехберг“ е граф в замък Рамсберг в Донцдорф в Баден-Вюртемберг.
Той е син (от седем деца) на имперски граф Франц Албрехт фон Рехберг (1645 – 1715) и съпругата му фрайин Катарина Барбара Верена цу Шпаур и Флавон († 1712), дъщеря на фрайхер Освалд цу Шпаур и Флавон († 1703) и фрайин Магдалена фон Тун. Внук е на имперски фрайхер Бернхард Беро фон Рехберг (1607 – 1686) и графиня Мария Якобея Фугер-Кирхберг-Вайсенхорн (1615 – 1695), дъщеря на Антон Фугер фон Кирхберг-Вайсенхорн (1563 – 1616) и графиня Елизабета Фугер цу Кирхберг и Вайсенхорн (1584 – 1636), дъщеря на Октавиан Секундус Фугер (1549 - 1600).
Дворецът Донцдорф е от 1568 до 1991 г. собственост на фамилията фон Рехберг.
Братята му са Филип Мориц († 1711, Виена), кайетански монах в Мюнхен (1702), и Клеменс Алойз (1682 – 1732), граф на Рехберг, Донцдорф и Рамсберг, дворцов съветник в Курфюрство Бавария.

## Фамилия
Фердинанд Йозеф се жени с фрайин Анна Мария фон Вайхс. Те имат две дъщери:
- Мария Катарина, омъжена с фрайхер Франц Карл Игнац фон Хайдон
- Мария Терезиа († сл. 1779), монахиня в Аугсбург (1732)